# Friedrich Ulrich Arwegh von Bülow
Friedrich Ulrich Arwegh von Bülow (ur. 1726, zm. 1791) – pruski wojskowy i dyplomata.
W czasie wojny siedmioletniej (1756-1763) wyróżnił się dowodząc jednym z pułków pruskiej armii. Zafascynowany filozofią Swedenborga i świetnie wykształcony, ułożył dla syna specjalny program kształcenia go. Poślubił córkę namiestnika prowincji.
Najsłynniejszym z jego pięciu synów był generał Friedrich Wilhelm Bülow von Dennewitz (1755–1816).